# Rafel Sabadí Vilà
Rafel Sabadí Vilà (L'Escala, 1977) és un sommelier català. Pertany a la tercera generació d'una família de restauradors de l'Escala. És diplomat en Turisme per la Universitat de Girona (1999-2001) i sommelier professional per l'Escola Superior d'Hostaleria de Barcelona (ESHOB) (2003-2005). Posseeix el certificat Level 2 Intermediate Award i Level 3 International Higher in wine and spirits de la Wine Spirit Education Trust (WSET). Ha estat cap de sala i sommelier del restaurant El Roser 2 de l'Escala (Girona). Actualment és el gerent del Uain Bar&Store de l'Escala (Girona).
Ha rebut diversos reconeixements i guardons dintre el sector: Campió del Ruinart Challenge Sommelier Spain 2016, Campió del 1r Premi Vila Viniteca de Tast per Parelles 2008, Subcampió del 9è Premi Vila Viniteca de Tast per Parelles 2016, Campió del 1r Concurs On line de Cata a Ciegas Benéfico "Yo me Corono" 2020, Finalista Spanish Wine Master 2023, Campió del Concurs de Tast de Vins a Cegues del Marejol 2015, Campió de Girona 2009 i finalista per Catalunya 2003, 2007, 2009 i 2013 del concurs La Nariz de Oro. Finalista de Catalunya en el Concurs Oficial de la UAES a Mejor Sumiller de España a San Sebastián Gastronomika 2010.
Ha estat premiat com a millor Sommelier de Girona al Tecnotast 2010 i investit Jove Confrare de Mèrit del Cava 2013. És membre de l'Associació Catalana de Sommeliers (ACS) i Tastador oficial del Concurs Mundial de Brussel·les (CMB). També és Director del Tast a Cegues pels Premis Arrels de Vi de l'Empordà i Tastador de la Guia Melendo del Champagne. Col·labora i escriu en diferents mitjans de comunicació. Ha participat com a ponent i educador en nombrosos seminaris de vi i congressos de gastronomia. És coautor del llibre "La Garnatxa de l'Empordà i altres vins dolços".

## Obra
- 'La Garnatxa de l'Empordà i altres vins dolços'. Figueres: LTA Ediciones i Tolosa Wine Books, 2014.[4]